# Ove Bjelke

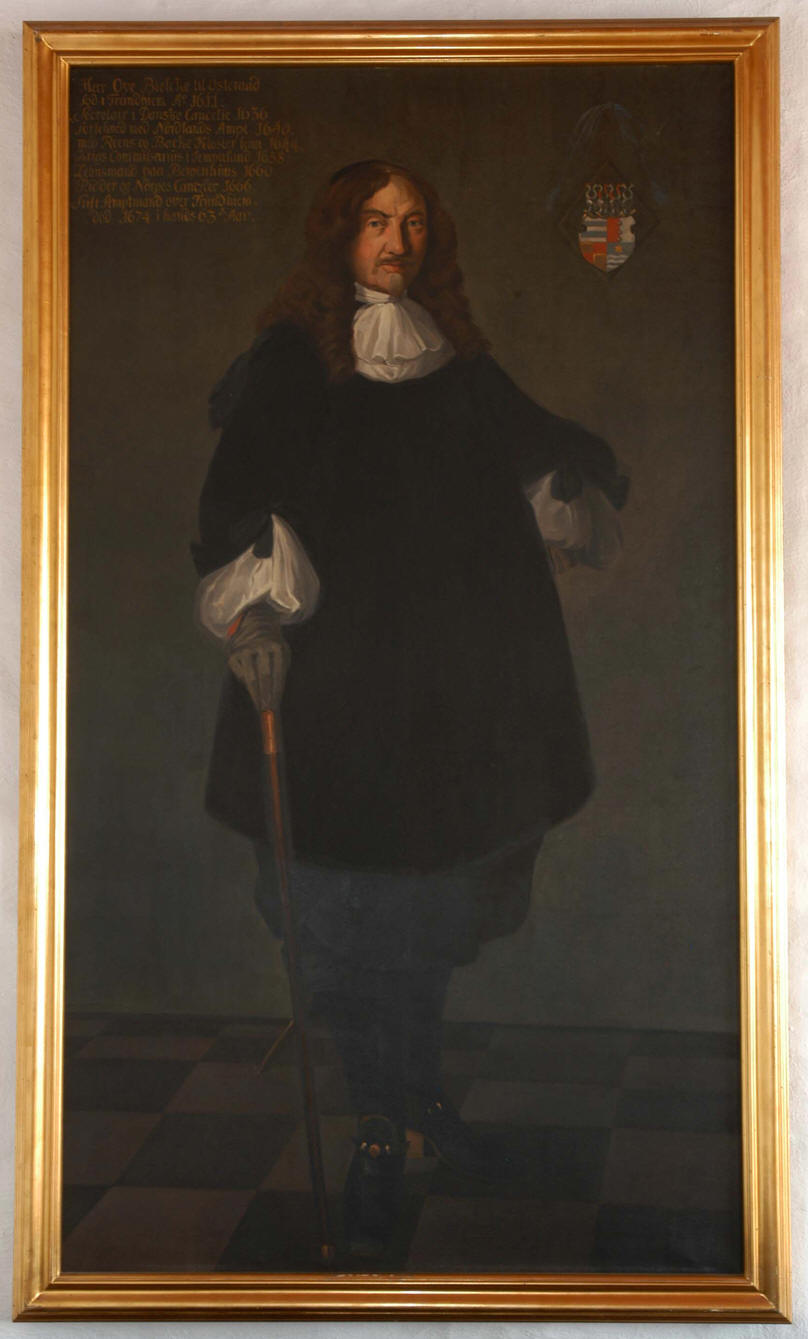
Ove Bjelke

Ove Bjelke, född 26 oktober 1611 och död 22 mars 1674, var en norsk ämbetsman och var en av de sista norska rikskanslerna. Han var son till Jens Bjelke och bror till riksadmiralen Henrik och Jörgen Bjelke.
Efter studier i Sorø och utomlands och deltagande i ett par beskickningar fick Bjelke 1641 ett mindre norsk län, Bakke kloster. 1645-46 fick han Nordlands och 1646-48 Rein kloster län. Såväl 1643-45 som 1657-60 inlade Bjelke förtjänster om Norges försvar mot svenskarna, och erhöll 1648 det viktiga Bergenshus län och flyttade 1666 därifrån till Trondheim. 1660 efterträdde han fadern som Norges rikskansler och var även under enväldet en av Norges främsta män. Bjelke var också intresserad av vetenskap och litteratur och byggde på fädernegården Austrått ett ståtligt barockslott.